# Clavija fernandezii
Clavija fernandezii är en viveväxtart som beskrevs av Philipson. Clavija fernandezii ingår i släktet Clavija och familjen viveväxter. Inga underarter finns listade i Catalogue of Life.